# Ca la Madrona (Torà)
Ca la Madrona és una casa de Torà (Solsonès) inclosa a l'Inventari del Patrimoni Arquitectònic de Catalunya. Està ubicada en una de les artèries de Torà que es va començar a edificar a principis del segle xx.

## Descripció
És un edifici de dues plantes amb golfa.

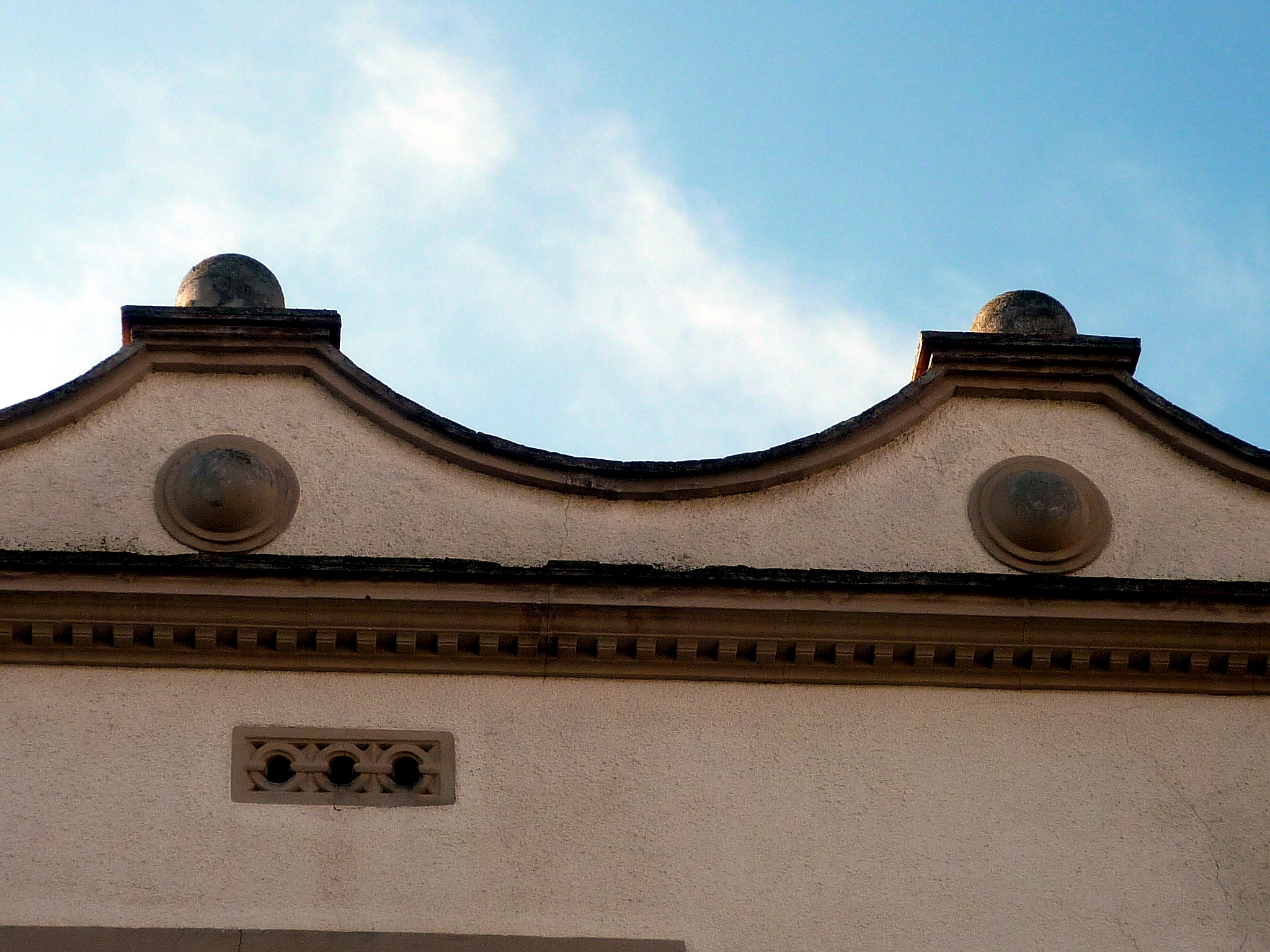
Detall de la cornisa

A la planta baixa apareixen tres portes: les dues laterals són més petites amb una motllura de pedra llisa, mentre que la central és una porta de garatge. En aquesta planta baixa hi ha un sòcol de pedra d'on arrenquen unes motllures que entren i surten del mur formant dibuixos a la façana. Al primer pis observem dues portes balconeres amb motllura i balcó de forja que es troben descentrades respecte a la façana. Damunt d'aquestes apareixen tres ulls molt petits que donen llum a la golfa i queden ressaltats per una motllura.
Una cornisa dentada serveix de punt de partida d'un cos ondulant amb decoracions circulars al centre, que forma fins a quatre punts elevats, que estan decorats per unes boles de pedra.
Aquesta façana es troba totalment arrebossada i juga amb dues policromies diferents per potenciar els seus relleus.